# はいからさんが通る (MERRYのシングル)
『はいからさんが通る』は、2002年2月23日にリリースされたMERRYの2枚目のシングル。CDシングルとしては初の作品。発売元は劇薬レコード。収録内容は同じだが、音楽誌『FOOL'S MATE』通信販売限定盤（金盤）、店頭盤（銀盤）、更にFOOL'S MATE通信販売の追加盤（銅盤）の3形態が1000枚ずつ存在する。それぞれ金、銀、銅カラーで仕上げられている。また金盤と銅盤は紙製の丸いケースに、銀盤は四角形の紙ジャケットに納められている。

## 概要
初のCD発売でどの程度の数を用意すればいいのか予想できず、とりあえず2000枚準備した（通販用と店頭販売用に1000枚ずつ、合計2000枚）。ところが予約の時点で双方とも完売してしまい、CDショップに現物が並べられないという状態になってしまう。そこで急遽、発売日までに通販用を1000枚追加するという珍事が起こった。通信販売盤のジャケットが2種類になったのはこの為である。この追加分1000枚も結局即完売してしまったので、後に1曲追加収録された同タイトルの2ndプレス盤も販売された。

## 収録曲
1. チック・タック
  - 作詞：ガラ / 作曲：メリー

当初はこの曲ではなく『スカル』が収録される予定だったが、曲調が偏りすぎているという指摘を多くの人に受け、CDレコーディングの2日前に急遽作られた楽曲。時の流れと共にすれ違ってしまった恋愛談を『チクタク（動く秒針の擬音）』と『チグハグ』という似た言葉を頻繁に用いて表現している。曲中の口笛は結生が吹いている（ガラは口笛が吹けないため）。
2. ビニ本二丁目八千代館（ビニぼんにちょうめやちよかん）
  - 作詞：ガラ / 作曲：結生、美子

2度目の音源化。前作にも収録されていたが、今作で初めてメンバー5人でレコーディングされた。MD収録版での「劇薬中学2年A組」のセリフ部分が高校3年になっているほか、イントロの変成ボイスの呟きが長くなっていたり、アウトロにギロの音が加わっている。
3. バイオレットハレンチ
  - 作詞：ガラ / 作曲：結生

変態的なイントロのギターメロとサビのコーラスが印象的なロックナンバー。MERRYのLIVEで頻繁に演奏される、ファンの間でも人気の楽曲である。ちなみにタイトルの『バイオレット』は、ガラが作詞した時に飲んでいたバイオレットフィズからとったもので特に意味はない。